# Limnonectes palavanensis
Limnonectes palavanensis és una espècie de granota que viu a Brunei, Indonèsia, Malàisia i Filipines.
Està amenaçada d'extinció per la pèrdua del seu hàbitat natural.